# Championnats d'Europe juniors de nage en eau libre
Les championnats d'Europe juniors de nage en eau libre sont une compétition internationale de natation créée en 2003 et sous l'égide de la Ligue européenne de natation. La nage en eau libre est une discipline de la natation et elle est inscrite au programme des Jeux olympiques depuis Pékin 2008.

## Éditions
| #  | Année | Lieu           |
| -- | ----- | -------------- |
| 1  | 2003  | Séville        |
| 2  | 2004  | Saint-Affrique |
| 3  | 2005  | Bled           |
| 4  | 2006  | Waren          |
| 5  | 2007  | Milan          |
| 6  | 2008  | Sète           |
| 7  | 2009  | Poreč          |
| 8  | 2010  | Hoorn          |
| 9  | 2011  | Navia          |
| 10 | 2012  | Izmit          |
| 11 | 2013  | Darıca         |
| 12 | 2014  | Zagreb         |
| 13 | 2015  | Tenero-Contra  |
| 14 | 2016  | Piombino       |
| 15 | 2017  | Marseille      |

## Palmarès
| Édition | 10 km (M)         | 10 km (D)         | 7,5 km (M)     | 7,5 km (D)          | 5 km (M)              | 5 km (D)           | Relais mixte                               |
| ------- | ----------------- | ----------------- | -------------- | ------------------- | --------------------- | ------------------ | ------------------------------------------ |
| 2012    | -                 | -                 | Rob Muffels    | Anastasia Krapivina | Marc-Antoine Olivier  | Lena-Sophie Bermel | Allemagne                                  |
| 2013    | -                 | -                 | Anton Evsikov  | Patricia Wartenberg | Guillem Pujol         | Alice Dearing      | Italie                                     |
| 2014    | -                 | -                 | David Aubry    | Alisia Tettamanzi   | Ivan Šitić            | Paula Ruiz         | Allemagne                                  |
| 2015    | -                 | -                 | Andrea Manzi   | Alisia Tettamanzi   | Logan Fontaine        | Océane Cassignol   | Allemagne                                  |
| 2016    | Kristóf Rasovszky | Alisia Tettamanzi | Logan Fontaine | Janka Juhasz        | Jean-Baptiste Clusman | Giulia Salin       | Allemagne (18-19 ans), Espagne (14-17 ans) |
| 2017    | Logan Fontaine    | Melinda Novoszath | Clément Batté  | Océane Cassignol    | Szilárd Galyassy      | Giulia Salin       |                                            |